# Wolf Ackva

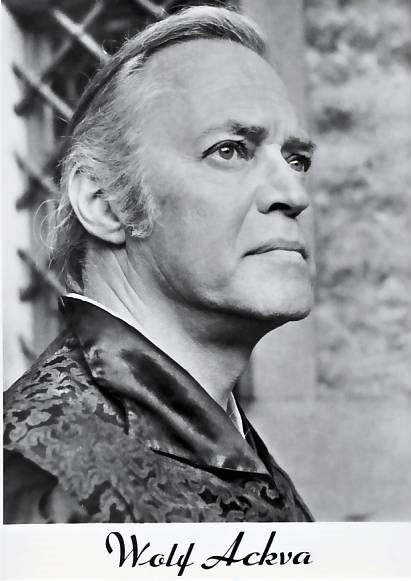
Autogrammkarte, Fotograf O. Schäffler, Heilbronn

Wolf Ackva (* 30. Juli 1911 in Montigny-lès-Metz, Reichsland Elsaß-Lothringen/Deutsches Kaiserreich, heute Frankreich; † 16. Januar 2000 in Viehbach, Bayern) war ein deutscher Schauspieler und Synchronsprecher.

## Leben
Ackva arbeitete zunächst in Berlin als Autor des Mosse-Verlags. 1931 begann er in Leipzig ein Medizinstudium, nahm dann jedoch bei Otto Falckenberg in München ein Schauspielstudium auf. Sein Theaterdebüt gab Ackva in Düsseldorf, seine künstlerische Heimat fand er nach Stationen in den 1930er Jahren in Berlin und Königsberg nach dem Krieg an verschiedenen Bühnen Münchens, vor allem den Münchener Kammerspielen. Im Zweiten Weltkrieg wurde er zum Wehrdienst eingezogen und kehrte erst 1948 aus der Kriegsgefangenschaft heim.
Sein erster größerer Theatererfolg in München war 1950 an Herbert Weickers Atelier-Theater die Rolle des „Fred“ in Jean-Paul Sartres Die ehrbare Dirne. An den Münchener Kammerspielen wirkte Ackva unter anderem 1956 an der berühmten Aufführung von Friedrich Dürrenmatts Der Besuch der alten Dame mit Therese Giehse mit, während er an der Kleinen Komödie in Komödien und Kriminalstücken auftrat.
Wolf Ackva ging häufiger auf Tournee. Seine Paraderollen waren unter anderem der Konsul Werle in Henrik Ibsens Die Wildente, der Sultan Saladin in Gotthold Ephraim Lessings Nathan der Weise und Sir Wilfrid Robarts in Agatha Christies Zeugin der Anklage.
Daneben war Ackva auch als Darsteller in Film und Fernsehen tätig. Zu den Kinofilmen, in denen er auftrat, gehören Nachts auf den Straßen (1952) und Rommel ruft Kairo (1959). Einem breiten Publikum wurde er durch seine Rolle als Beppo Brems Kollege Oberinspektor Steiner bekannt, den er ab 1965 in 100 Folgen der ARD-Krimiserie Die seltsamen Methoden des Franz Josef Wanninger spielte.
Außerdem war Ackva als Regisseur, in der Synchronisation und als Sprecher tätig. Dabei lieh er seine Stimme international bekannten Kollegen wie Henry Fonda (Keine Zeit für Heldentum), Clark Gable (U 23 – Tödliche Tiefen), Marcello Mastroianni (Eine Frau für schwache Stunden), Gregory Peck (Begrabt die Wölfe in der Schlucht), Dirk Bogarde in Die Brücke von Arnheim und Vincent Price in Theater des Grauens. In der Rolle des Geheimdienstchefs M synchronisierte er zwei verschiedene Darsteller in insgesamt sieben Filmen der James-Bond-Reihe: Bernard Lee in Der Mann mit dem goldenen Colt, Der Spion, der mich liebte und Moonraker sowie Robert Brown in Octopussy, Im Angesicht des Todes , Der Hauch des Todes und Lizenz zum Töten. Die Synchronrolle, die ihm selbst am besten gefiel, war William Holden in Network. Seine würdevolle, patriarchalische Stimme passte zudem exzellent zu der wichtigtuerischen Muppet-Figur Sam, der Adler. Ackva sprach die Texte der Tierdokumentationen von Eugen Schuhmacher.
Der vielseitig begabte Künstler malte und komponierte auch.
Wolf Ackva war seit 1960 mit der Niederländerin Els Went (* 1930) aus Schiedam in der Provinz Südholland verheiratet. Er starb am 16. Januar 2000 im Alter von 88 Jahren nach langer und schwerer Krankheit. Seine Grabstätte befindet sich auf dem Friedhof im Ortsteil Viehbach der Gemeinde Fahrenzhausen im Landkreis Freising.

## Theaterrollen (Auswahl)
Wolf Ackva war bekannt als Filmschauspieler, seine Karriere und seine Leidenschaft lagen aber „auf den Brettern, die die Welt bedeuten“.
Die folgende Liste erstellte seine Ehefrau Els Ackva anhand ihrer oder ihres Mannes Aufzeichnungen.
Seine Laufbahn begann Wolf Ackva im Sommer 1940 in Berlin im „Kabarett der Komiker“ mit einer Tournee mit Gastspiel in Leipzig. Das Motto: „Frühling und Liebe“. Mitwirkende waren neben Wolf Ackva auch Hermann Noack, Marianne Santor, Günther Schmerkolt, Edith von Ebeling und Henry Lorenzens. Während dieser Tournee kam die Einberufung an die Front.
- 1949, Herbst (Tournee 3 Monate): Das Geheimnis der Heiligen Messe von Lope de Vega; Seine Rolle: Christus; Regie: Wolfgang Langhoff
- 1949, Mai: Tran und vor dem Frühstück von O’Neill; Ateliertheater München; Regie: Wolf Ackva
- 1950, Juli bis Oktober (81 ausverkaufte Vorstellungen!): Die ehrbare Dirne von Jean Paul Sartre; Ateliertheater München; Rolle: Fred (mit Mady Rahl als Lizzie); Regie: Beate von Molo
- 1950, 19. Oktober: Als der Krieg zu Ende War von Max Frisch; Ateliertheater München; Rolle: Horst Anders (mit Sybille Schmitz als Agnes Anders); Regie: Beate von Molo
- 1950, 6. Dezember: Der Fall Einslow von Terence Rattigan; Kleine Komödie München; Rolle: John Watherstone; Regie Gerhard Metzner
- 1950, 10.–17. Dezember und 1951, 26. Februar – 14. April (160 Vorstellungen): Die ehrbare Dirne (Wiederholung als Nachtvorstellung); Ateliertheater München; Rolle: Fred (mit Mady Rahl als Lizzie); Regie: Beate von Molo
- 1952, 7. August: Finden Sie, daß Constanze sich richtig verhält? von W. Somerset Maugham; Kleine Komödie München; Rolle: Bernhard Kersal (in weiteren Rollen Marianne Hoppe, Karl Ludwig Diehl); Regie: Gerhard Metzner
- 1953, 16. Juni: Karussell von Louis Verneuil; Theater im Regina Palast München; Regie: Jürgen van Alten (Dorit Kreysler)
- 1953, 1. August: Die ehrbare Dirne; Regina Palast München (Intimes Theater); Wiederholung
- 1954, Juni: Das Haller Spiel von der Passion von Bernt Heiseler; Festspiele Freilichtbühne Schwäbisch Hall; Rolle: Christus; Regie: Wilhelm Speidel
- 1954, 20. Juli: Bei Anruf Mord von Frederick Knott; Kleine Komödie München; Rolle: Captain Lesgate (in weiteren Rollen Paul Dahlke, Elfe Gerhart); Regie: Heinz-Günter Stamm/Gerhard Metzner
- 1955, 10. Juli: Jeanne oder Die Lerche von Jean Anouilh; Münchner Kammerspiele; Rolle: Ankläger (in weiteren Rollen Gertrud Kückelmann, Ernst Fritz Fürbringer, Siegfried Lowitz, Hans Pössenbacher); Regie: Ernst Lothar
- 1955, 28. September: Elisabeth von England von Ferdinand Bruckner; Münchner Kammerspiele; Rolle: Northumberland (in weiteren Rollen Maria Niklisch, Arno Assmann, Charles Regnier, Mario Adorf, Friedrich Domin); Regie: Hans Schweikart
- 1955, 30. Dezember: Mam’zelle Nitouche von Weigel und Steinbrecher; Kammerspiele München; Rolle: Don Juan (in weiteren Rollen Elfie Pertramer, Gerhard Riedmann, Mario Adorf, Walter Sedlmayr); Regie: Paul Verhoeven
- 1956, 21. Februar: Wallenstein von Friedrich Schiller; Kammerspiele München; Rolle: --- (in weiteren Rollen Maria Niklisch, Ernst Fürbringer, Arno Asmann); Regie: Hans Schweikart
- 1957, Juli: DIE JUNGFRAU VON ORLEANS Von Friedrich Schiller; Freilichtfestspiele Bad Hersfeld; Rolle: Dunios (in weiteren Rollen Hilde Krahl, Ewald Balser, Ida Wüst, Elisabeth Flickenschild, Gustav Fröhlich); Regie: Ulrich Erfurt
- 1957, Juli: Romeo und Julia von Shakespeare; Sommerfestspiele Hersfeld; Rolle: Thybald; Regie: ---
- 1957, Juli: Jedermann von Hugo von Hofmannsthal; Rolle: Teufel (Buhlschaft: Hilde Krahl, Jedermann: Gustav Fröhlich); Regie: Johann Kleine
- 1958, 18. April: MEINE FRAU IST ÜBERSINNLICH von Miguel Mihura; Theater unter den Arkaden; Rolle: Mr. Norton; Regie: Beate von Molo
- 1959, 15. November: DIE FLEDERMAUS von Johann Strauß (Übertragung als Live-Sendung im Bayer. Rundfunk Fernsehen Studios Geiselgasteig); Rolle: Dr. Falke (in weiteren Rollen: Benno Kusche, Gerlinde Locker, Nadja Gray, Friedrich Schoenfelder); Regie: Kurt Wilhelm
- 1959, 17. November: 15 SCHNÜRE GELD (Altchin. Kriminalkomödie von Chu Su Chen); Theater in der Briennerstraße München; Rolle: Kuang Chung, Präfekt von Soochow (in weiteren Rollen Karin Baal, Carl Schell); Regie: Günther Weisenborn
- 1960, 3. März: DIE CONTESSA COLARRI von Peter Blackmore; Theater unter den Arkaden München; Rolle: Doctor Paul Martin (in weiteren Rollen Erica Beer, Marte Harell); Regie: Beate von Molo
- 1960, April: DIE GRÄFIN UND DER KILLER (Zwei Stunden für junge Leute, Schweinfurt – Sendung im BR am 16. September 1960); (weitere Mitwirkende Horst Raspe, Wolfgang Büttner, Elmar Wepper); Regie: Otto Arneth, Leitung: Hans Heigert
- 1960, 19. November: Die Fremde aus Paris Tanzspiel von Alix du Frênes und Kurt Wilhelm; Musik nach François Couperin und Richard Strauss; Rolle: Von Raspern; Regie: Kurt Wilhelm
- 1960, 27. Dezember: GEFÄHRLICHES WOCHENENDE (TEN LITTLE NIGGERS) von Agathe Christie; Festspiele Tribüne München Kriminaltheater; Rolle: Sir Lawrence Wargrave; Regie: Arthur Maria Rabenalt
- 1961, 18. Februar: Der Trick – Kriminalstück von Roger Tambin; Theater Die Tribüne München; Rolle: Staatsanwalt (in weiteren Rollen Brigitte Rau, Werner Lieven); Regie: Isebill Sturm
- 1961, 25. März: Vorsätzlich – Kriminalstück von Alex Atkinson im BR Fernsehen; Rolle: Philip Benson (in weiteren Rollen Margot Trooger, Alexander Golling); Regie: Konrad Wagner
- 1962, 2. März: MADEMOISELLE von Jaques Deval; Stadttheater Ingolstadt; Rolle: Lucien Galvoisier; Regie: Maximilian Sigg
- 1962, 26. April: DIE AUFRICHTIGE LÜGNERIN Komödie von Marcel Achard; Theater unter den Arkaden München; Rolle: Benjamin Beaurevers, Bankier (in weiteren Rollen Peter Vogel); Regie: Peter Loos
- 1962, 5. Juni: MONSIEUR LAMBERTIER Zweipersonenstück von Louis Verneuil (Stern der Woche!!); Theater unter den Arkaden München; Rolle: Maurice (in weiterer Rolle Ellen Umlauf – Aline); Regie: Margit Weiler
- 1963, 27. Februar: MITTAGSWENDE von Paul Claudel; Tourneetheater „Der grüne Wagen“ – Tournee Deutschland, Schweiz, Österreich; Premiere im Markgrafentheater in Erlangen; Rolle: De Ciz (in weiteren Rollen Hilde Krahl, Pinkas Braun, Werner Schumacher); Regie: Wolfgang Liebeneiner
- 1963, 6. September: GUTEN ABEND, MRS.SONSHINE Komödie von Artur Lovegrove; Komödie im Marquardt, Stuttgart; Rolle: Stephen Parker (in weiteren Rollen Ursula Herking, Gabriele Reismüller, Klaus Wildbolz); Regie: Helmut Weiß
- 1963, November: BEI MADAME WIRD GLÄUTET Komödie von François Campaux; Theater unter den Arkaden (150 Vorstellungen); Rolle: Georges Boussot (in weiteren Rollen Elvira Schalcher, Elisabeth von Molo, Ellen Umlauf); Regie: Peter Goldbaum
- 1964, 18. April: DER WEITE WEG / LOST IN THE STARS Musikalische Tragödie von Kurt Weill nach Alan Patons Roman „Cry Theater beloved Country“; Cuvilliestheater München; Rolle: Richter (in weiteren Rollen Felicita Weathers, Chor der Bayer. Staatsoper); Regie: Heinz Rosen
- 1964, 16. August: NUR KEINE BLUMEN (Send me no flowers) Komödie von Norman Barasch und Carroll Moore; Kleine Komödie München (Stern der Woche!); Rolle: Arthur (in weiteren Rollen Gundel Thormann, Carl Heinz Schroth, Jan Hendriks); Regie: Carl Heinz Schroth
- 1964, 16. August: NUR KEINE BLUMEN (Send me no flowers) Komödie von Norman Barasch und Carroll Moore; Kleine Komödie München (Stern der Woche!); Rolle: Arthur (in weiteren Rollen Gundel Thormann, Carl Heinz Schroth, Jan Hendriks); Regie: Carl Heinz Schroth
- 1967, 19. Juni: DIE BÜRGER VON CALAIS von Schauspiel Georg Kaiser; Festspiele Schwäbisch Hall; Rolle: …
- 1967, Anfang Juni: DIE BRAUT VON MESSINA von Friedrich Schiller; Gandersheimer Domfestspiele; Rolle: Bohemund; Regie Wilhelm Speidel
- 1968, 29. Januar: DIE FRAU MIT DEN ROTEN HAAREN Kriminalspiel von Sam Locke und Paul Roberts; Kriminaltheater Tribüne in München; Rolle: Viktor Karlton (in weiteren Rollen Mady Rahl, Rolf Wanka); Regie: Isebil Sturm
- 1968, 30. Juli: DER KRONZEUGE Kriminalstück von Gordon Stock; Kriminaltheater Tribüne in München; Rolle: Geoffrey Drake (in weiteren Rollen Julio Pinheiro, Dieter Wieland, Cora Roberts); Regie Isebil Sturm
- 1973, Sommer: GÖTZ VON BERLICHINGEN von Johann Wolfgang von Goethe; Burgfestspiel Jagsthausen; Rolle: Weislingen (in weiteren Rollen Eva Pflug, Günter König); Regie Peter Jacob
- 1973: WAS IHR WOLLT von Wilhelm Shakespeare; Burgfestspiele Jagsthausen; Rolle: Malvolio, Olivias Hausmeister (in weiteren Rollen Hans Jochen Frick); Regie: Jean Grädel und Ellen Schwiers
- 1973, 23. Oktober: DER KREIS Komödie von Somerset Maugham; Theater in der Leopoldstraße München (ab August 1974 dann 3 Monate im Theater „Die kleine Freiheit“ München); Rolle: Clive Champion-Cheney (in weiteren Rollen Helma Seitz, Tonie von der Meden); Regie: Thomas Reiner
- 1974, Sommer: LA MAMA Lustspiel von Andre Roussin; Kleine Komödie im Bayerischen Hof München; Rolle … (in weiteren Rollen Hannelore Schroth, Eric Jelde, Ulrich Beiger, Herbert Hermann, Sky du Mont); Regie: Dieter Wieland
- 1974, Dezember: DIE WILDENTE von Henrik Ibsen; Tournee; Rolle: Konsul Werle, Großkaufmann und Grubenbesitzer (in weiteren Rollen Walter Feuchtenberg, Ilse Neubauer); Regie: Wilm ten Haaf
- 1977, 9. Juli: NATHAN DER WEISE Dramatisches Gedicht von Gotthold Ephraim Lessing; Tournee und Weilheimer Sommertheater; Rolle: Sultan Saladin (in weiteren Rollen Elisabeth Brahms, Albert Lippert, Walter Feuchtenberg, Ado Riegler); Regie: Thomas Reiner
- 1978, 7. Oktober: JEAN Lustspiel von Ladislaus Bus-Feteke; Weilheimer Theatersommer und Tournee (2. Premiere am 12. Januar 1979 im Theater Kleine Freiheit München); Rolle: Ferdinand Dehlen, Ministerpräsident (in weiteren Rollen Fee von Reichlin, Yvonne Brosch, Wilfried Klaus); Regie Gerd Potyka
- 1978, 20. Dezember: HINTER DEM ZAUN Ein apokalyptisches Märchen von Frederic Wheel; Musik Richard Strauss, Mussorgsky, Tschaikowsky, Abi Ofarim, Beethoven; Kongresshalle Böblingen; Rolle: Der Gute; Regie Victor Kovacs
- 1979, 4. Juli: DIE MAUS von Philip King und Falkland L. Cary; Farce Theater Die kleine Freiheit München und Tournee; Rolle: Mr. Price-Hargraves (in weiteren Rollen Gardy Granass, Frithjof Vierock); Regie Gerd Potyka
- 1979, 8. November: JOHN GABRIEL BORKMAN Schauspiel von Henrik Ibsen; Tournee; Rolle: John Gabriel Borkman (in weiteren Rollen Ruth Hellberg); Regie: Thomas Reiner
- 1980, Sommer: IPHIGENIE AUF TAURIS Schauspiel von Johann Wolfgang von Goethe; Sommerfestspiele Kloster Hirsau und Tournee; Rolle: Thaos, König der Taurer (in weiteren Rollen Ruth Niehaus als Iphigenie); Regie: Thomas Reiner
- 1980, 25. September: MORAL Komödie von Ludwig Thoma; Tournee; Rolle: Freiherr von Simbach, Herzogl. Polizeipräsident (in weiteren Rollen Dieter Brammer, Elisabeth Brahms, Viktoria Brahms, Werner Zeussel); Regie Thomas Reiner
- 1981, 15. Januar: DAS IST DER GIPFEL Komödie von Hans Breinlinger; Tournee; Rolle: Miller-Silvana (in weiteren Rollen Viktoria Brahms); Regie: Gerd Potyka
- 1981 August: DIE CHEFIN von Lustspiel Michael Brett; Kleine Komödie am Maxdenkmal München; Rolle: Hermann Waldinger, Politiker (in weiteren Rollen Ruth Kappelsberger, Tonio von der Meden, Mona Freiberg, Norbert Castell, Bernd Helfrich, Wilfried Klaus, Hansi Zacher) Regie: Isebil Sturm
- 1981, 4. November: JOHANNISFEUER Schauspiel von Hermann Sudermann; Tournee; Rolle: Heinrich Vogelreuther, Gutsbesitzer (in weiteren Rollen Elisabeth Brahms); Regie: Christian Dorn
- 1982, 20. März: FAST EIN POET Schauspiel von O‘ Neill; Weilheimer Theatersommer und Tournee; Rolle Cornelius Melody; Regie Werner Schlechte
- 1982, 30. September: GRÜSS GOTT, FRAU SONNENSCHEIN Lustspiel von Arthur Lovegrave; Kleine Komödie am Maxdenkmal München; Rolle: Stefan Preis (in weiteren Rollen Ernie Singerl, Harry Kahlenberg, Katharina de Bruyn, Monika Strauch, Frithjof Vierock, Tonio von der Meden) Regie: Dieter Wieland
- 1983, 4. März: MARY ROSE von James Matthew Barrie; Tournee; Rolle Herr Morland; Regie Helmut Brennicke
- 1983, 25. September: EIN BESSERER HERR Lustspiel von Walter Hasenclever; Kleine Komödie im Bayerischen Hof München, Großes Haus; Rolle: Herr Compass (in weiteren Rollen Harald Leipnitz, Michaela May, Herta Worell, Mogens von Gadow) Regie: Jürgen Wölffer
- 1984 30. März: HAROLD AND MAUDE von Colin Higgins; Tournee; Rolle: Pater Finnegan; Regie …
- 1984, 8. Oktober: PARTY IM DUNKELN Komödie von Peter Schaffer; Kleine Komödie im Bayerischen Hof München, Großes Haus München; Rolle: Colonell Melket (in weiteren Rollen Herbert Hermann, Elisabeth Wiedemann, Wolfgang Spier, Heide Keller, Nino Korda, Siegfried Schmidt) Regie: Wolfgang Spier
- 1985, Februar: ZEUGIN DER ANKLAGE Kriminalstück von Agatha Christie; Tournee; Rolle: Sir Wilfried Robarts (in weiteren Rollen Ruth Niehaus); Regie: Michael Hinz
- 1985 Sommer: GÖTZ VON BERLICHINGEN Schauspiel von Johann Wolfgang von Goethe; Sommerfestspiele Jagsthausen; Rolle: Kaiser Maximilian und Ältester in der Feme (in weiteren Rollen Wolfgang Reichmann-Götz); Regie: Ellen Schwiers
- 1985: DIE DREI MUSKETIERE nach dem Roman von Alexandre Dumas; Sommerfestspiele Jagsthausen; Rolle: Kardinal Richelieu; Regie: Christian Quadflieg
- 1986, Sommer: EINE VILLA IN NIZZA Komödie von Miguel Mihura; Kleine Freiheit München und Tournee; Rolle: Michael Beamont (in weiteren Rollen Edith Teichmann, Herbert Weicker); Regie: Gerd Potyka (für das ZDF aufgezeichnet <AÜ> Regie Alfred Anders, Bildschnitt Els Ackva)
- 1986, Oktober: EINMAL MOSKAU UND ZURÜCK Komödie von Alexander Galin; München und Tournee; Rolle: Nikolai Tschmutin (in weiteren Rollen Fee von Reichlin, Viktoria Brahms) Regie: Michael Hinz (für das ZDF aufgezeichnet <AÜ> Regie Alfred Anders, Bildschnitt Ela Ackva)
- 1987, März: FRAU WARRENS GEWERBE von Bernhard Shaw; Tournee, Rolle Sir George Crofts (in weiteren Rollen Elisabeth Brahms, Herbert Weicker), Regie: Joseph Saxinger
- 1987 Juli: MIRANDOLINA Lustspiel von Carlo Goldone; Tournee; Rolle: Der Cavaliere von Ripafratta (in weiteren Rollen Hans Wengefeld) Regie: Joseph Saxinger
- 1987, 2. September: DAS HAUS AM SEE Komödie von Ernest Thompson; Tournee; Rolle: Norman Thayer; Regie: Erich Neureuther
- 1988, 7. Januar: DER RAUB DER SABINERINNEN Schwank von Franz und Paul Schönthan; Kleine Freiheit München und Tournee; Rolle: Martin Gollwitzer, Professor (in weiteren Rollen Dieter Brammer, Elisabeth Brahms, Helga Lehner, Wolfgang Uhl) Regie: Gerd Potyka
- 1988, 22. April: DIE GEWONNENE STADT Historisches Drama von Christian Buck; Freilichtaussführungen in Weilheim; Rolle: Peter Fasser, Bürgermeister; Regie: Joseph Saxinger und Thomas Röttger
- 1989, Sommer: GÖTZ VON BERLICHINGEN von Johann Wolfgang von Goethe; Sommerfestspiele Jagsthausen; Rolle Kaiser Maximilian; Regie: Ellen Schwiers
- 1989: DER WIDERSPENSTIGEN ZÄHMUNG von William Shakespeare; Sommerfestspiele Jagsthausen; Rolle: Baptista, ein reicher Edelmann aus Padua; Regie Rüdiger Bahr
- 1989, Oktober: MARIA MAGDALENA von Friedrich Hebbel; München und Tournee; Rolle Meister Anton, Tischler; Regie: Eckhart Neuberg
- 1990, 26. Januar: MÖGLICHE BEGEGNUNG von Paul Barz; Komödie München und Tournee; Rolle: Georg Friedrich Händel (in weiteren Rollen Sepp Wäsche-Johann Sebastian Bach) Regie: Michael Z. Hoffmann
- 1993, Sommer: GÖTZ VON BERLICHINGEN von Johann Wolfgang von Goethe; Sommerfestspiele Jagsthausen; Rolle Kaiser Maximilian; Regie: Ellen Schwiers

## Filmografie (Auswahl)
- 1935: Schwarze Rosen
- 1936: Glückskinder
- 1939: Irrtum des Herzens
- 1939: Hurra! Ich bin Papa!
- 1955: Der Hund von Baskerville
- 1955: Banditen der Autobahn
- 1956: Das Spinnennetz (Fernsehfilm)
- 1958: Die grünen Teufel von Monte Cassino
- 1958: Taiga
- 1959: Rommel ruft Kairo
- 1961: Gestatten, mein Name ist Cox (Fernsehserie, 13 Folgen)
- 1961: Vorsätzlich
- 1964: Interpol (Fernsehreihe) – Folge 4: Die Dame mit dem Spitzentuch
- 1964: Das Kriminalmuseum – Der stumme Kronzeuge
- 1964: Hafenpolizei – Reisebegleiterin gesucht
- 1965: Und nicht mehr Jessica (Fernsehfilm)
- 1965: Don Juan oder Die Liebe zur Geometrie (Fernsehfilm)
- 1965–1970: Die seltsamen Methoden des Franz Josef Wanninger (Fernsehserie, 52 Folgen)
- 1966: Standgericht
- 1966: Portrait eines Helden
- 1966: Der Fall Rouger
- 1968: Claus Graf von Stauffenberg
- 1968–1974: Graf Yoster gibt sich die Ehre (Fernsehserie, 2 Folgen)
- 1969: Venus im Pelz
- 1971: Paragraph 218 – Wir haben abgetrieben, Herr Staatsanwalt
- 1973: Die Abenteuer des Monsieur Vidocq (Les Nouvelles Aventures de Vidocq, Fernsehserie, 1 Folge)
- 1974: Schulmädchen-Report. 8. Teil: Was Eltern nie erfahren dürfen
- 1976: Anita Drögemöller und die Ruhe an der Ruhr
- 1976: Taxi 4012
- 1977: Derrick – Yellow He
- 1978–1982: Die unsterblichen Methoden des Franz Josef Wanninger (Fernsehserie, 57 Folgen)
- 1978: Der Alte – Der Spieler
- 1979: Der Graf von Monte Christo (Le Comte de Monte-Cristo, Fernsehmehrteiler)
- 1993: Ludwig 1881

## Hörspiele (Auswahl)
- Georges Simenon: Maigret und der gelbe Hund. Bearbeitung: Gert Westphal. Regie: Heinz-Günter Stamm BR 1961. Der Audio Verlag 2005. ISBN 978-3-89813-390-6.
- 1957, 7. Januar: VON ZWÖLF BIS ZWÖLF von Hermann Stahl; Hörspiel Bayerischer Rundfunk
- 1957, 23. Januar: DER SIEBENTE SCHLEIER – von Muriel und Sidney Box; Hörspiel Bayerischer Rundfunk; Rolle: Arzt (Patientin Eva Ingeborg Scholz); Regie: Fritz Benscher
- 1959, 3. November: DIE KARLSCHÜLER von Heinrich Laube; Hörspiel Bayer. Rundfunk/Lutz Neuhaus; Rolle: Hauptmann von Silberkalb, Kammerherr (in weiteren Rollen: Gertrud Kückelmann, Walter Richter); Regie: Heinz Günther Stamm
- 1984, August: WO IST FRAU FELS?; Hörspiel Bayer. Rundfunk (in weiteren Rollen Gisela Hoeter, Lore Bronner)

Wolf Ackva wirkte des Weiteren an zahlreichen Hörspielen für den Bayerischen Rundfunk und für den Schulfunk mit.